# Ràdio Castellar
Ràdio Castellar és l'emissora municipal de Castellar del Vallès sent el principal mitjà de comunicació no escrit de la vila. Fundada el 30 de juny de 1981 emet per la freqüència 90.1 FM i forma part de la xarxa d'emissores locals de COM Ràdio i de la Federació de ràdios locals de Catalunya. Entre els periodistes que han iniciat la seva carrera professional a l'emissora hi ha Eva Arderius, directora d'informatius de Betevé, i Cristina Herranz, presentadora d'informatius a Televisió de Catalunya. La ràdio té una audiència d'aproximadament 2700 oients mensuals.

## Història

### Inicis
Ràdio Castellar comença a emetre als anys 50 com una experiència radiofònica local, fruit de la iniciativa privada a càrrec d'uns afeccionats castellarencs, encapçalats per Jaume Mussons Alavedra.

### Anys 80
De tota manera, no és fins al 1980 que amb motiu de la Festa Major al setembre de 1980, la delegació local de la Unió de Radioafeccionats Espanyols (URE) organitza un col·loqui informatiu sobre la radioafició al davant del Casal d'Avis de la vila. Gràcies a aquell programa, el projecte d'una ràdio a Castellar del Vallès s'accelera i al mes de maig de 1981 Ràdio Castellar inicia les seves primeres emissions en període de proves des del carrer del Puig de la Creu utilitzant una freqüència de 102.3 MHz. Durant els mesos següents, i arran de les converses entre els promotors i l'Ajuntament, es municipalitza l'emissora. A mitjans d'aquell mes, la ràdio s'instal·la a les antigues golfes de la Casa de la Vila, al carrer Major. L'agost de 1981, l'alcalde Miquel Pont Alguersuari parla en directe per primera vegada a Ràdio Castellar mentre que al setembre la ràdio cobreix íntegrament la festa major.
La primera temporada estable de l'emissora comença durant aquell mes de setembre. Els responsables de l'emissora municipal són Josep Carbonell i Pere Carreras. El dia 30 de setembre de 1981, s'emet el primer programa de sardanes, anomenat Plaça Major, que es va mantenir en antena durant 12 temporades (1981-1993). El desembre de 1981, el ple municipal aprova els estatuts del Patronat de l'emissora, un òrgan col·legiat de govern. L'aprovació d'aquest nou reglament volia donar solució al debat suscitat sobre el plantejament d'aquest nou mitjà de comunicació, tant pel que feia referència a la seva propietat (privada o pública) com al seu finançament i programació.
Les emissions regulars continuen fins al desembre de 1982 quan es clausura temporalment l'emissora municipal. Josep Carbonell i Pere Carreras abandonen la direcció de l'emissora. Tanmateix, el gener de 1983 Ràdio Castellar reprèn les emissions. Xavier Aloy assumeix la direcció de l'emissora municipal amb nova programació que inclou magazines com Les ones del matí. L'espai Plaça Major s'emet doblement per la sintonia de Ràdio Castellar (102.3 FM) i d'Ona 2000 Sabadell (104,8 FM).
Ràdio Castellar organitza el primer especial eleccions amb motiu dels comicis municipals de 1983. L'emissió es va fer entre les 8 del vespre i les 4 de la matinada i va ser possible gràcies a la col·laboració entre Ràdio Castellar, Ràdio Rubí, Ràdio Sant Cugat i Antena Local.
El 1984 Jordi Potrony substitueix a Aloy com a cap de la ràdio. En aquells moments hi ha seriosos problemes en la sintonització de Ràdio Castellar a causa de les interferències d'una altra emissora. La ràdio es veu obligada a suspendre durant uns dies l'activitat. L'any 1985 Joan Fernandez es fa càrrec de l'emissora, la qual s'aboca amb la cobertura d'actes de Festa Major i de la Diada Nacional de Catalunya i organitza una recollida d'aliments entre les famílies més necessitades. També en període nadalenc, la ràdio munta Un pessebre a cada llar i un a la plaça Major, amb xocolatada inclosa per a la mainada. S'organitza també un concurs d'aparadors mostrant el seu compromís amb la ciutadania de Castellar del Vallès.
L'any 1986, la Generalitat de Catalunya incoa expedient sancionador a Ràdio Castellar per no disposar de llicència per emetre. Aquesta situació, generalitzada a tot Catalunya, és fruit de l'alegalitat de les emissores municipals. Igualment, aquell any mor el primer alcalde castellarenc de la democràcia, Miquel Pont. Ràdio Castellar s'aboca amb un seguiment del tema de forma exhaustiva. A finals d'any, Joan Fernandez deixa l'emissora.
El gener de 1987 l'EMUC (Emissores Municipals de Catalunya) organitza al CEIP Bonavista un curs de formació i assessorament sobre ràdio local i comarcal adreçat a joves. En aquesta temporada, Ràdio Castellar inclou, per primera vegada, un espai de quatre hores d'informació esportiva i que du per títol Esports Magazine i que s'emetia tots els diumenges a la tarda. Durant tota la temporada, un equip de sis persones ofereix l'actualitat esportiva local i connexions en directe amb els partits del cap de setmana de totes les disciplines esportives. També aquest any comença la col·lobaració entre la Ràdio i els organitzadors de la Caminada Popular i s'estrenen els nous locals del carrer Torras, habilitats a l'antiga casa del conserge del mercat municipal.
Al setembre de l'any 1988, comença la temporada 1988-1989, la primera que es fa íntegrament des dels nous estudis del carrer Torras. Els responsables de l'emissora són Joan Rocavert, als serveis informatius i esportius, Esteve Simon, a l'apartat tècnic, i M. Teresa Roca, en publicitat. A l'abril de 1989 el president de la Generalitat, Jordi Pujol, inaugura les instal·lacions del carrer Torras. Als micròfons de la ràdio, Pujol assenyala la importància que tenen les emissores municipals en la normalització de la llengua catalana.

### Anys 90
L'any 1990, comença amb especials amb motiu de la 2a Setmana de la Joventut aquesta col·laboració que s'anirà repetint al llarg dels anys. El juliol de 1991, Antoni Mora és nomenat regidor delegat de Ràdio. La ràdio comença a emetre amb so estèreo.
L'any 1993, l'ajuntament decideix replantejar la ràdio. Ramon Costa és nomenat director de Ràdio Castellar. Joan Rocavert assumeix la responsabilitat de cap d'informatius. L'emissora aposta per potenciar els continguts informatius i eminentment en català. Neix el programa musical All Music, amb el DJ Joan Prat. L'any 1995, la programació es modifica puntualment amb novetats destacades com Eclèctics, un magazine musical amb Ramon Sampé i Juanma Punzón que s'emetria durant quatre temporades. A partir del setembre de 1998, naixeria un nou espai anomenat Què fem sense Eclèctics?. Ràdio Castellar presenta un nou logotip, l'autor del qual és Joaquim Salvador. L'eslògan de la ràdio és la primera del dial.
El novembre de 1995, tres estudiants ofereixen el magazine matinal El microones. Els serveis informatius amplien la seva oferta a la franja de vespre. L'espai El Galliner, de l'Esbart Teatral, torna a l'antena i s'inicia una nova etapa l'emissora. Una altra entitat, el Centre Excursionista, torna a la ràdio amb l'espai SEAC. També és la primera temporada de l'espai d'humor Ràdioteràpia, l'acadèmic Ara va d'història, i l'esportiu El Xandall. Aquestes tres espais es mantenen entre tres i quatre temporades.
Al setembre de 1996, per primera vegada, l'emissora lloga una unitat mòbil per cobrir els actes de Festa Major. Ràdio Castellar és present a la major part de les activitats i passa a tenir el do de la ubiqüitat gràcies a l'esforç d'un equip format per 18 persones. Des de l'Infomòbil es fa una campanya de difusió de la nova temporada 1996-1997.
Ràdio Castellar inicia la seva vessant com a escola de formació de futurs periodistes amb la signatura de diversos convenis de cooperació educativa amb diverses universitats catalanes.
Aquell mateix any comença l'espai Casa de la Vila, que inclou debats entre els representants de totes les forces polítiques de l'Ajuntament. Després de tres anys, la franja horària d'emissió s'amplia als caps de setmana. Primera temporada dels espais Renaixença (sardanes), Quin Cacau (infantil) i Estils (entrevistes). S'estructura una franja nocturna de dilluns a divendres amb programes d'entitats i de música especialitzada. En total, 90 hores d'emissió que són possible gràcies a una cinquantena de col·laboradors.
L'any 1998, Eduard Garcia és nomenat sots director de l'emissora. La ràdio fa un nou tomb cap a la major professionalització dels serveis informatiu, de programes i tècnics. És la primera temporada del magazine La Drecera, i de Paraules de Fum i Tempteig. Al vespre-nit, s'unifiquen les tertúlies ciutadanes i els debats municipals i s'ofereixen produccions musicals especialitzades. També per primer any, La franja de migdia s'ocupa amb els espais de música jove La Cara B i All music.
L'any 1999, mor Joan Rocavert, exdirector de Ràdio Castellar i persona molt vinculada als serveis informatius, els espais d'esports i de sardanes. L'emissora transmet en directe l'ascens de la UD Castellar a Regional Preferent. El desenllaç final, amb resultats pendents als camps del Marganell i l'Avià, fa que tothom estigui pendent del transistor. També comencen es comença a retransmetre en directe els plens municipals.

### Anys 2000
L'arribada del segle xxi suposa un canvi d'infraestructures per a la ràdio, ja que els estudis es traslladen al carrer major, els quals foren inaugurats per aleshores president del col·legi de periodistes Salvador Alsius. També hi ha un canvi de director i Eduard Garcia és nomenat nou director, i un canvi de freqüència, ja que la que usava Ràdio Castellar fou concedida a RAC1 el que suposà un trasllat a la freqüència 90.1 de la FM.
Durant la primera dècada d'aquest segle, l'emissora perfecciona la seva tecnologia i comença a emetre amb Radio Data System. A nivell de programació hi ha una clara aposta pels informatius i la programació infantil, així com per les noves tecnologies amb programes com el bdeblog.e L'any 2003, durant la campanya electoral del mes de novembre, s'organitza per primera vegada, un debat electoral en directe amb membres locals i comarcals a les llistes per les Eleccions al Parlament de Catalunya, fet que s'aniria repetint en les següents conteses electorals. L'any 2004 la ràdio obté el premi de Civisme als Mitjans de Comunicació de la Generalitat de Catalunya i la novena edició d'aquest guardó del Departament de Benestar i Família ex aequo amb Catalunya Ràdio per l'espai Ràdio i Gent Gran dins el programa La Drecera que es porta a terme a la residència d'avis. A nivell esportiu, l'any 2005, Ràdio Castellar permet als castellarencs seguir en directe la victòria de Daniel Pedrosa en el mundial de 125 cc a Austràlia, repetint posteriorment amb els dos títols de 250cc. L'any 2007, es fa una passa endavant pel que fa a l'aposta per les noves tecnologies amb el sistema de Ràdio a la Carta. L'any 2009, es produeix un nou canvi en la direcció. Eduard Garcia deixa l'emissora que és ocupada per Jordi Rius, que seria substituït posteriorment per Julià Guerrero.

## Portal de notícies
El 25 d'octubre de 2010, el mitjà fa un pas endavant engegant un portal de notícies online, l'Actual.cat, que comparteix molts dels continguts amb L'Actual i que dona prioritat a la interactivitat i cada notícia pot ser comentada o reenviada a les xarxes socials com Twitter i Facebook.